# Амвросий (Гудко)
Епи́скоп Амвро́сий (в миру Васи́лий Ива́нович Гудко́; 28 декабря 1867 [9 января 1868], Люблинская губерния — 27 июля (9 августа) 1918, Свияжск, Казанская губерния) — епископ Русской православной церкви, епископ Сарапульский и Елабужский.
Прославлен для общецерковного почитания Русской православной церковью в 2000 году.

## Биография
Родился 28 декабря 1867 (9 января 1868) года в посаде Тышовцы Томашовского уезда Люблинской губернии (ныне Тышовце, Томашувский повят, Люблинское воеводство, Польша), от родителей униатов. В 1875 году вместе с родителями присоединился к Православной Церкви.
Окончил Холмскую духовную семинарию со званием студента и в 1889 году поступил в Санкт-Петербургскую духовную академию, где в 1891 году был пострижен в монашество и 30 мая 1893 года рукоположён в иеромонаха.
В 1893 году окончил академию со званием кандидата богословия с правом соискания степени магистра богословия без нового устного испытания.
Был назначен заведующим миссионерским катехизаторским училищем в Бийске на Алтае, где пребывал до 1897 года.
В 1897 году во время стремительного усиления российского влияния в Корее решено было открыть духовную миссию в Корее. 2-4 июля 1897 года Святейший Синод указом № 2195 постановил открыть в Сеуле православную миссию в составе трёх человек: архимандрита Амвросия (Гудко), иеродиакона Николая (Алексеева) и псаломщика А. Красина. В начале 1898 года члены миссии отбыли к месту назначения. На постройку в Сеуле церкви и дома для причта было ассигновано из казны 25 тысяч рублей, но правительство признавало, что она весьма незначительна даже для начала, особенно в сравнении с положением инославных миссий в Корее. Архимандрит Амвросий накануне отъезда из России через церковную печать обратился к русским христианам с просьбой о пожертвованиях на дело православной проповеди в Корее: «Католические миссионеры располагают многими сотнями тысяч; нам необходимы по крайней мере десятки, чтобы можно было в десятки лет потверже поставить то дело, из-за которого они хлопочут вот уже более сотни годов».
Однако корейские власти отказались впускать миссионеров в страну, и те, ожидая решения вопроса, временно поселились во Владивостоке, а затем перебрались в посёлок Новокиевск, где занялись изучением корейского языка среди местных корейцев-старожилов. Здесь о. Амвросий служил в одной из полковых церквей поселка и обличал местных русских военных чинов за разгульную жизнь, позорящую, по его словам, доброе русское имя среди инородцев. Военные в ответ писали на него доносы, и в 1899 году он был отозван обратно в Санкт-Петербург и назначен смотрителем Донского духовного училища в Москве.
В 1901 году был назначен ректором Волынской духовной семинарии.

### Епископ
30 апреля 1904 года в Житомирском кафедральном соборе хиротонисан во епископа Кременецкого, викария Волынской епархии.
С 27 февраля 1909 года — епископ Балтский, викарий Подольской епархии.
С 14 февраля 1914 года — епископ Сарапульский, викарий Вятской епархии. С 5 октября 1916 года — епископ Сарапульский и Елабужский, викарий Вятской епархии. В этот период Синод рассматривал вопрос о выделении Сарапульского викариатства в самостоятельную епархию, но он так и не был разрешён до Февральской революции.
Отлучил от Св. Причастия сарапульских либеральных деятелей Михеля (попечителя Николаевского церковно-приходского училища) и Полякова. Считался сторонником активной проповеди христианства среди татарского населения. Выступал с антиалкогольными проповедями, для борьбы с пьянством с его благословения были учреждены уездные братства в Сарапуле и Елабуге.
Придерживался крайне правых политических взглядов, выступал с антисемитскими заявлениями. В 1916 получил от правления петроградского черносотенного «Общества изучения иудейского племени» письмо с благодарностью «за грозное слово по отношению к евреям и еврействующим».

### Настоятель монастыря
18 марта 1917 года был уволен на покой как последовательный монархист с назначением управляющим, на правах настоятеля, Свияжским Богородицким монастырём Казанской епархии. Пользовался авторитетом среди жителей Свияжска и окрестных деревень. Вступив в управление монастырём, обнаружил, что хозяйственные дела обители запущены, службы совершались неисправно, некоторые из монашествующих ведут неподобающий образ жизни. Стремление навести порядок привело к конфликту настоятеля с частью братии, а иеродиакон Феодосий даже покушался на его жизнь.
В начале марта 1918 года владыка Амвросий был предан суду Свияжского ревтрибунала по обвинению в «контрреволюционных действиях». Основным свидетелем обвинения был иеродиакон Феодосий, поступивший к тому времени на работу в милицию. В защиту епископа выступили многие свидетели, в результате он был оправдан.
В июне 1918 года был арестован, но через несколько дней освобождён, после чего вернулся в Свияжск. На уговоры повременить с отъездом из-за сложных отношений с местными властями и явной опасности для жизни ответил: «Мы должны радоваться, что Господь привёл нас жить в такое время, когда мы можем за Него пострадать. Каждый из нас грешит всю жизнь, а краткое страдание и венец мученичества искупят грехи и дадут вечное блаженство, которого никакие чекисты не смогут отнять».

### Мученическая кончина
8 августа 1918 года был арестован красноармейцами, прибывшими в монастырь, чтобы реквизировать хлебные запасы. На следующий день расстрелян. По рассказам очевидцев, епископ стоял на коленях и с воздетыми руками молился Богу, пока для него рыли неглубокую могилу. Потом последовали выстрелы. Через несколько часов его келейник иеродиакон Иов (Протопопов) нашёл тело владыки, брошенное лицом вниз, проткнутое штыком в спину насквозь с вывернутыми при жизни обеими руками. Был похоронен келейником на месте расстрела. По другому свидетельству, Амвросия перед смертью подвергли страшному истязанию: 51-летнего епископа привязали к хвосту лошади, и пустили лошадь по Свияжску, а после окровавленного, но ещё живого пристрелили где-то за городом.

## Канонизация
В 1999 году канонизирован как местночтимый святой Казанской епархии.
Архиерейским собором Русской православной церкви в 2000 году причислен к лику Новомучеников и Исповедников Российских.